# Bryan Clay
Bryan Ezra Tsumoru Clay, född 3 januari 1980 i Austin, Texas, är en amerikansk friidrottare (mångkamp). Clay vann silvret vid de olympiska spelen 2004 i Aten efter den tjeckiska världsrekordshållaren Roman Šebrle. Clay fick sin revansch vid världsmästerskapen 2005 i Helsingfors, då han vann guld före just Šebrle. Clays personliga rekord på 8 820 poäng är satt vid tävlingen i OS 2004. Han vann vifd OS 2008 i Peking.